# Sac de Penzance
Le Sac de Penzance est une opération militaire initiée en juillet 1640 par la Régence d'Alger contre le Royaume d'Angleterre à Penzance, une ville portuaire en Cornouailles. L'objectif principal était la capture d’esclaves et le pillage de la ville, où des habitants furent enlevés pour être vendus sur les marchés d'esclaves à Alger.

## Histoire
Au milieu du XVIIe siècle, la menace des corsaires barbaresques s'est intensifiée sur les côtes britanniques, en particulier pendant la période troublée de la première révolution anglaise (1642-1651) sous le règne de Charles Ier, et l'exécution de ce dernier et l'installation d'un Protectorate (1653-1659) dirigé par le Lord-protecteur Oliver Cromwell. Ces conflits internes affaiblirent la capacité de l'Angleterre à défendre ses côtes, permettant aux corsaires d'intensifier leurs attaques.
En 1640, 60 flottes algériennes furent aperçues traversant la Manche. En juillet de cette année-là, ils lancèrent un raid sur Penzance, en Cornouailles, capturant 60 hommes, femmes et enfants,,,. À la suite de cela, le nombre d'esclaves chrétiens capturés à Alger atteignit 25 000, dont 3 000 Anglais, où ils furent contraints de travailler comme rameurs ou serviteurs,,.
La période des guerres civiles et du Protectorat fut un moment de vulnérabilité pour l’Angleterre, qui ne put empêcher les raids barbaresques. Ce n'est qu'à partir de la fin du XVIIe siècle sous Charles II (après 1660) que la Royal Navy put commencer à combattre efficacement les corsaires.